# Городок-Львівський
Городок-Львівський — проміжна залізнична станція Львівської дирекції Львівської залізниці на електрифікованій лінії Львів — Мостиська II між станціями Затока (9 км) та Родатичі (9 км). Розташована в місті Городок Львівського району Львівської області.

## Історія
Станція відкрита 4 листопада 1861 року, одночасно з відкриттям руху поїздів першою Галицькою залізницею Львів — Перемишль. Первинна назва станції — Городок-Ягеллонський, сучасна назва вживається з повоєнної доби.
З 27 червня 1941 по 25 липня 1944 роки, в ході тимчасової окупації міста Городок німецькио-фашистськими військами, був зруйнований залізничний вокзал станції.
У 1972 році станція електрифікована постійним струмом (=3 кВ) в складі дільниці Львів — Мостиська II (завдожки 83 км).

## Пасажирське сполучення
На станції Городок-Львівський зупиняються приміські електропоїзди сполученням Львів — Мостиська II.